# Alantsilodendron alluaudianum
Alantsilodendron alluaudianum är en ärtväxtart som först beskrevs av René Viguier, och fick sitt nu gällande namn av Villiers. Alantsilodendron alluaudianum ingår i släktet Alantsilodendron och familjen ärtväxter. Inga underarter finns listade i Catalogue of Life.